# Schnaudersmühle
Die Schnaudersmühle ist eine Einöde auf der Gemarkung der Stadt Prichsenstadt im unterfränkischen Landkreis Kitzingen.

## Geographische Lage
Die Einöde liegt relativ zentral im Prichsenstäder Gemeindegebiet in unmittelbarer Nähe zur gleichnamigen Stadt am Altbach. In einiger Entfernung erhebt sich im Norden Neuses am Sand. Östlich führen die Straßen St2420 und die Bundesstraße 286 von Prichsenstadt nach Neuses an der Mühle vorbei. Im Südosten schließt sich die Stadt Prichsenstadt und die Wiesenmühle an, die Mühle ist an der Straße Bei der Bahn zu finden. Nordwestlich liegt Stadelschwarzach.

## Geschichte
Im Jahr 1704 begann der Rotgerber Wilhelm Heinrich Schnauder in der Nähe der älteren Wiesenmühle eine Lohmühle zu errichten. Später nahm sie den Nachnamen ihres Erbauers an. Der Inhaber der Mühle wurde zunächst verpflichtet, der Stadt drei Gulden jährliche Pacht zu bezahlen. Im Jahr 1732 erwarb Michael Schnauder die Mühle vollständig, 1745 ist Albrecht Dingfelder auf der Mühle nachgewiesen. Er vermachte die Anlage an seinen Sohn Johann Wilhelm Dingfelder 1774.
Nach einigen Jahren wurde die Schnaudersmühle zu einem unbekannten Zeitpunkt in eine Getreidemühle umgewandelt. Im Jahr 1780 erwarb Georg Friedrich Strohhäcker die Anlage, neun Jahre später musste der Sohn Georg Philipp Strohhäcker die Mühle von seinem eigenen Vater kaufen. Für 2.200 Gulden kam sie dann im Jahr 1838 an Georg Friedrich Roß aus Burghöchstadt und seine Frau Dorothea Klein aus Hohnsberg. Strohhäcker zog nach dem Verkauf in die Prichsenstädter Altstadt.
Allerdings besaß noch 1845 Margarethe Strohhäcker die Güter. Sie trug im Jahr 1846 dem Bürgermeister von Prichsenstadt vor, dass sie die Schnaudersmühle an Valentin Adler von Ebrach und seine Ehefrau Barbara Trapp aus Kleingressingen veräußert hat. Dieser Verkauf wurde vielleicht rückgängig gemacht, denn bereits 1848 trug Heinrich Strohhäcker vor, dass Georg Müller die Schnaudersmühle und die Nebengebäude erworben hatte.
Noch 1855 war die Familie Müller in Besitz der Mühle. Bereits im Jahr 1929 war sie bedeutungslos geworden, in späterer Zeit wurde sie stillgelegt. Seit 1911 war Johann Müller als Müller tätig gewesen. Der letzte Eigentümer aus der Familie Müller hieß Georg Müller, der zuletzt 1963 hier nachgewiesen ist. Nun erwarb Rudolf Körner aus Ostfildern die Gebäude und vermietete sie. Seit 2010 bewohnt die Familie Neuwirth die Mühle.